# Tỉnh trưởng Chính phủ Nhân dân tỉnh Giang Tô
Tỉnh trưởng Chính phủ Nhân dân tỉnh Giang Tô (tiếng Trung: 江苏省人民政府省长, bính âm: Jiāng Sū xǐng rénmín zhèngfǔ shěng zhǎng, Giang Tô tỉnh Nhân dân Chính phủ Tỉnh trưởng) được bầu cử bởi Đại hội Đại biểu nhân dân tỉnh Giang Tô, lãnh đạo bởi thành viên của Đảng Cộng sản Trung Quốc. Cán bộ, công chức lãnh đạo, là Tỉnh trưởng Chính phủ Nhân dân tỉnh Giang Tô có cấp bậc Bộ trưởng, thường là Ủy viên Ủy ban Trung ương Đảng Cộng sản Trung Quốc các khóa. Tỉnh trưởng Chính phủ Nhân dân là lãnh đạo thứ hai của tỉnh, đứng sau Bí thư Tỉnh ủy. Tỉnh trưởng Chính phủ Nhân dân tỉnh Giang Tô đồng thời là Phó Bí thư Tỉnh ủy Giang Tô.
Trong lịch sử Cộng hòa Nhân dân Trung Hoa, chức vụ Tỉnh trưởng Chính phủ Nhân dân tỉnh Giang Tô có các tên gọi là Chủ tịch Chính phủ Nhân dân tỉnh Giang Tô (1949 - 1955), Tỉnh trưởng Ủy ban Nhân dân tỉnh Giang Tô (1955 - 1967), Chủ nhiệm Ủy ban Quân Giải phóng Nhân dân Trung Quốc Kiểm soát tỉnh Giang Tô (1967 - 1968), Chủ nhiệm Ủy ban Cách mạng tỉnh Giang Tô (1968 - 1979), và Tỉnh trưởng Chính phủ Nhân dân tỉnh Giang Tô (1979 đến nay). Tất cả các tên gọi này dù khác nhau nhưng cùng có ý nghĩa là Thủ trưởng Hành chính tỉnh Giang Tô, tức nghĩa Tỉnh trưởng Chính phủ Nhân dân tỉnh Giang Tô hiện nay.
Tỉnh trưởng Chính phủ Nhân dân tỉnh Giang Tô hiện tại là đồng chí Ngô Chính Long.

## Lịch sử

### Phân vùng ban đầu

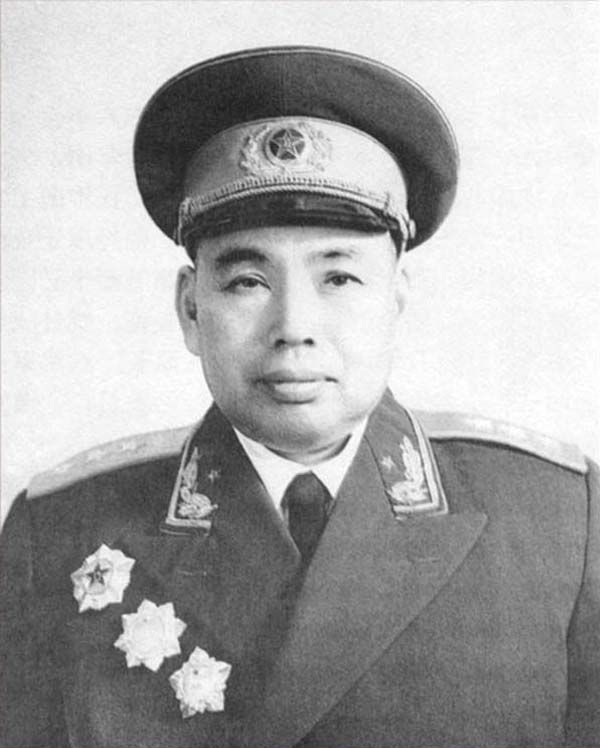
Thượng tướng Hứa Thế Hữu (1905 – 1985), Phó Chủ tịch Ủy ban Cố vấn Trung ương Đảng Cộng sản Trung Quốc, Lãnh đạo cấp Phó Quốc gia.

Sau khi Cộng hòa Nhân dân Trung Hoa thành lập, Bắc Kinh trở thành thủ đô. Ban đầu, Giang Tô được phân Tô Bắc và Tô Nam, quản lý bởi Văn phòng Hành chính Tô Bắc và Văn phòng Hành chính Tô Nam. Vào ngày 15 tháng 11 năm 1952, cuộc họp lần thứ 19 của Ủy ban Chính phủ Nhân dân Trung ương Trung Quốc (cơ quan cũ nay là Quốc vụ viện Cộng hòa Nhân dân Trung Hoa) đã thông qua "Nghị quyết điều chỉnh hệ thống hành chính cấp tỉnh và khu". Nghị quyết đã thành lập Chính phủ Nhân dân tỉnh Giang Tô, hợp nhất Văn phòng Hành chính Tô Bắc và Văn phòng Hành chính Tô Nam. Một số khu vực cũ ở tỉnh Sơn Đông và tỉnh An Huy được hợp nhất vào tỉnh Giang Tô. Chính phủ Nhân dân tỉnh Giang Tô được đặt tại thành phố Nam Kinh, tỉnh lỵ. Trong cuộc họp, Đàm Chấn Lâm được bổ nhiệm làm Chủ tịch Chính phủ Nhân dân tỉnh Giang Tô.

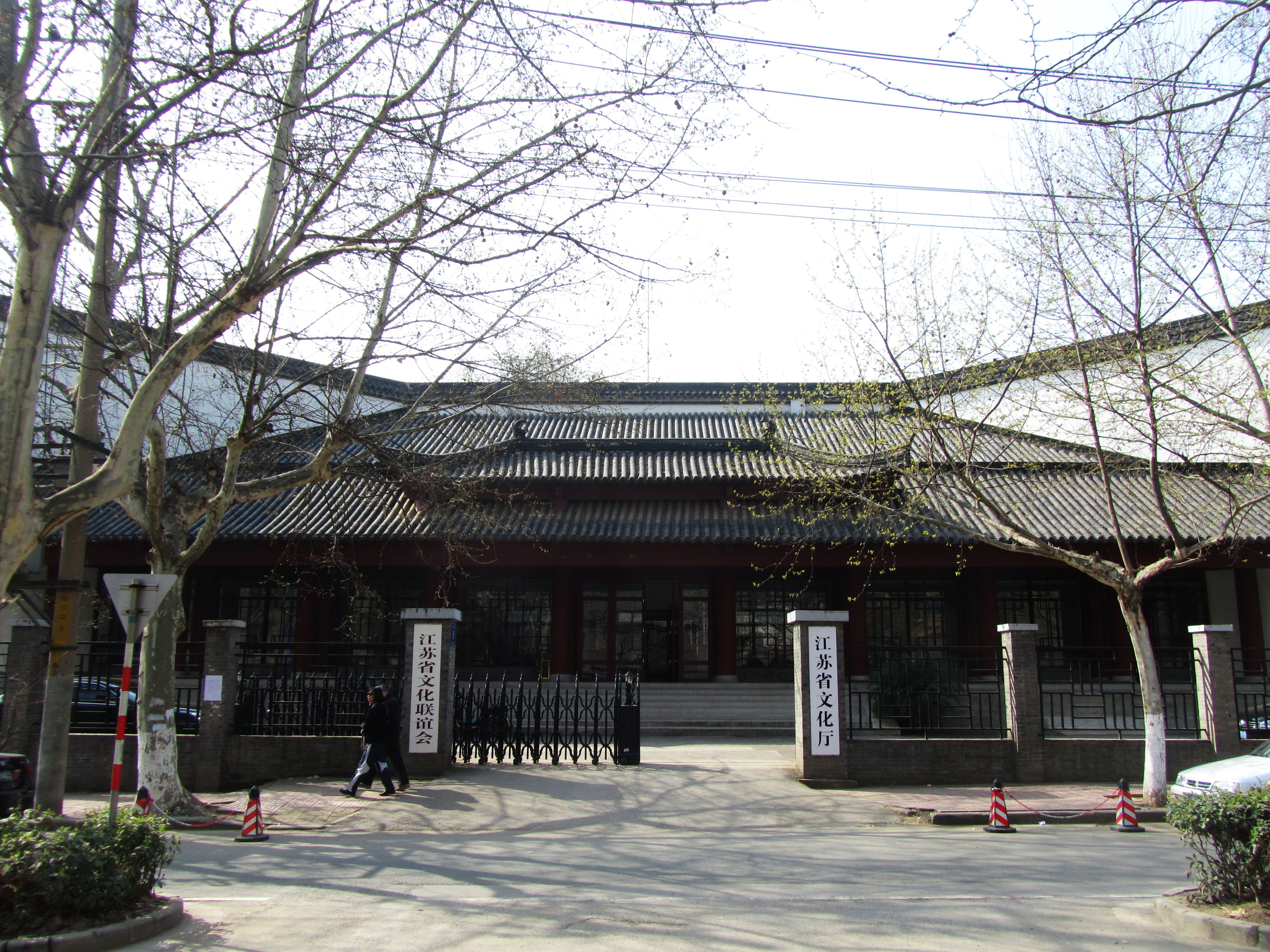
Sở Văn hóa và Du lịch, Chính phủ Nhân dân tỉnh Giang Tô.

Vào ngày 01 tháng 1 năm 1953, Đàm Chấn Lâm tuyên bố thực thi Nghị quyết Trung ương, Chính phủ Nhân dân tỉnh Giang Tô chính thức thành lập. Ông cũng là cán bộ cao cấp nhất từng là Thủ trưởng Giang Tô, khi sau này được bầu làm Ủy viên Bộ Chính trị Đảng Cộng sản Trung Quốc, Phó Tổng lý Quốc vụ viện, Phó Chủ tịch Ủy ban Cố vấn Trung ương Đảng Cộng sản Trung Quốc.
Năm 1955, cơ quan được đổi tên thành Ủy ban Nhân dân tỉnh Giang Tô, Tỉnh trưởng Ủy ban Nhân dân tỉnh Giang Tô là Huệ Dục Vũ (1955 – 1964). Sau đó, Trung tướng Giải phóng quân Nhân dân Trung Quốc Đỗ Bình (杜平. 1908 – 1999) tới Giang Tô giữ chức Tỉnh trưởng Ủy ban Nhân dân tỉnh Giang Tô (1964 – 1967), Chủ nhiệm Ủy ban Quân Giải phóng Nhân dân Trung Quốc Kiểm soát tỉnh Giang Tô (1967 – 1968), trong thời điểm Đại Cách mạng Văn hóa vô sản diễn ra.
Tháng 3 năm 1968, cơ quan đổi thành Ủy ban Cách mạng tỉnh Giang Tô. Các Chủ nhiệm Ủy ban gồm Hứa Thế Hữu (许世友. 1905 – 1985), Thượng tướng Quân Giải phóng Nhân dân Trung Quốc, Chủ nhiệm (1968 – 1973), Bành Trùng (彭冲. 1915 – 2010) giai đoạn (1973 – 1977), Hứa Gia Truân (许家屯. 1916 – 2016) giai đoạn (1977 – 1979). Sau đó, Hứa Thế Hữu trở thành Phó Chủ tịch Ủy ban Cố vấn Trung ương Đảng Cộng sản Trung Quốc, Ủy viên Bộ Chính trị Đảng Cộng sản Trung Quốc khóa IX, X, XI, Thường vụ Quân ủy Trung ương Trung Quốc, Lãnh đạo cấp Phó Quốc gia, Bành Trùng là Bí thư Ban Bí thư Ủy ban Trung ương Đảng Cộng sản Trung Quốc, Phó Ủy viên trưởng Ủy ban Thường vụ Đại hội Đại biểu Nhân dân Toàn quốc, Bí thư Thành ủy Thành phố Thượng Hải, Lãnh đạo cấp Phó Quốc gia, còn Hứa Gia Truân gây ra một sự kiện lớn.

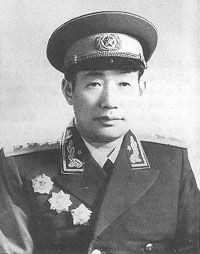
Trung tướng Đỗ Bình (1908 – 1999), Tỉnh trưởng Giang Tô 1964 – 1968.

Năm 1983, Hứa Gia Truân (1916 – 2016) đang là Chủ nhiệm Ủy ban Thường vụ Đại hội Đại biểu Nhân dân tỉnh Giang Tô (từng giữ bốn chức vụ cơ cấu lãnh đạo Giang Tô, Bí thư thứ nhất Tỉnh ủy tỉnh Giang Tô, Chủ tịch Chính Hiệp Giang Tô) được điểu chuyển bộ nhiệm làm Trưởng Ban Hồng Kông, Tân Hoa xã, dưới dạng công tác chuẩn bị nghỉ hưu khi đã 67 tuổi. Thời gian này, ông dành nhiều quan tâm và gần gũi với Hồng Kông, vẫn đang thuộc về Vương quốc Liên hiệp Anh và Bắc Ireland. Năm 1989, sự kiện Sự kiện Thiên An Môn diễn ra bạo loạn, Hứa Gia Truân hoạt động ủng hộ sự kiện thông qua cơ quan thường trú tại Hồng Kông của Trung ương. Đến tháng năm, Trung ương tuyên bố Thiết quân Luật và dập tắt sự kiện. Trung Quốc tiến hành bắt những người có liên quan. Hứa Gia Quân bỏ trốn sang Hoa Kỳ, sống theo dạng lưu vong cho đến khi mất năm 2016, 100 tuổi. Năm 1991, ông bị trục xuất ông khỏi Đảng Cộng sản Trung Quốc.

### Thời kỳ mới
Chính phủ Nhân dân tỉnh Giang Tô được tái lập năm 1979 đến nay, trụ sở tại đường Bắc Kinh Tây, Cổ Lâu, Nam Kinh. Các Tỉnh trưởng Chính phủ Nhân dân tỉnh Giang Tô: Huệ Dục Vũ (惠浴宇. 1909 – 1989) giai đoạn (1980 – 1981), Hàn Bậu Tín (韩培信. 1921 – 2017) giai đoạn (1981 – 1983), Cố Tú Liên (顾秀莲. 1936) giai đoạn (1983 – 1989) (Tỉnh trưởng nữ đầu tiên và duy nhất đến nay của Giang Tô), Trần Hoán Hữu (陈焕友. 1934) giai đoạn (1989 – 1994), Trịnh Tư Lâm (郑斯林. 1940) giai đoạn (1994 – 1998), Quý Doãn Thạch (季允石. 1945) giai đoạn (1998 – 2002), Lương Bảo Hoa (梁保华. 1945) giai đoạn (2002 – 2008), La Chí Quân (2008 – 2010), Lý Học Dũng (李学勇. 1950) giai đoạn (2010 – 2015), Thạch Thái Phong (2015 – 2017) và Ngô Chính Long (2017 – nay). Trong đó, Thạch Thái Phong hiện là Bí thư Khu ủy Khi tự trị Nội Mông Cổ, Ngô Chính Long là Tỉnh trưởng Chính phủ Nhân dân tỉnh Giang Tô được nhiệm, cả hai đều là Ủy viên Ủy ban Trung ương Đảng Cộng sản Trung Quốc khóa XIX.

## Danh sách Tỉnh trưởng
Từ năm 1949 tính đến hiện tại, Chính phủ Nhân dân tỉnh Giang Tô có 17 Tỉnh trưởng Chính phủ Nhân dân.
| STT                                                       | Đồng chí                                               | Quê quán                                               | Sinh năm                                               | Nhiệm kỳ                                               | Chức vụ về sau (gồm hiện) | Chức vụ trước, tình trạng                                                                  |
| Chủ tịch Chính phủ Nhân dân tỉnh Giang Tô (1949- 1955)    | Chủ tịch Chính phủ Nhân dân tỉnh Giang Tô (1949- 1955) | Chủ tịch Chính phủ Nhân dân tỉnh Giang Tô (1949- 1955) | Chủ tịch Chính phủ Nhân dân tỉnh Giang Tô (1949- 1955) | Chủ tịch Chính phủ Nhân dân tỉnh Giang Tô (1949- 1955) | Chủ tịch Chính phủ Nhân dân tỉnh Giang Tô (1949- 1955) | Chủ tịch Chính phủ Nhân dân tỉnh Giang Tô (1949- 1955)                                     |
| --------------------------------------------------------- | ------------------------------------------------------ | ------------------------------------------------------ | ------------------------------------------------------ | ------------------------------------------------------ | --- | ------------------------------------------------------------------------------------------ |
| 1                                                         | Đàm Chấn Lâm                                           | Chu Châu, Hồ Nam                                       | 1902 - 1983                                            | 08/1949 - 01/1955                                      | Nguyên Ủy viên Bộ Chính trị Đảng Cộng sản Trung Quốc, Nguyên Phó Tổng lý Quốc vụ viện, Nguyên Phó Ủy viên trưởng Ủy ban Thường vụ Đại hội Đại biểu Nhân dân Toàn quốc, Nguyên Phó Chủ tịch Ủy ban Cố vấn Trung ương Đảng Cộng sản Trung Quốc, Nguyên Bí thư Tỉnh ủy tỉnh Chiết Giang.                                                                       | Lãnh đạo cấp Phó Quốc gia. Qua đời năm 1983 tại Bắc Kinh.                                  |
| Tỉnh trưởng Ủy ban Nhân dân tỉnh Giang Tô (1955 - 1967)   |                                                        |                                                        |                                                        |                                                        | |                                                                                            |
| 2                                                         | Huệ Dục Vũ                                             | Quán Nam, Giang Tô                                     | 1909 - 1989                                            | 01/1955 - 1964                                         | Nguyên Bí thư Tỉnh ủy tỉnh Giang Tô. | Lần đầu làm Tỉnh trưởng Chính phủ Nhân dân tỉnh Giang Tô, qua đời năm 1989.                |
| 3                                                         | Đỗ Bình                                                | Vạn Tái, Giang Tây                                     | 1908 - 1999                                            | 1964 - 02/1968                                         | Trung tướng Quân Giải phóng Nhân dân Trung Quốc, Nguyên Ủy viên Ủy ban Quân sự Trung ương Cộng hòa Nhân dân Trung Hoa | Qua đời năm 1999 tại Nam Kinh.                                                             |
| Chủ nhiệm Ủy ban Cách mạng tỉnh Giang Tô (1968 - 1979)    |                                                        |                                                        |                                                        |                                                        | |                                                                                            |
| 4                                                         | Hứa Thế Hữu                                            | Tân huyện, Hà Nam                                      | 1905 - 1985                                            | 02/1968 - 1973                                         | Nguyên Phó Chủ tịch Ủy ban Cố vấn Trung ương Đảng Cộng sản Trung Quốc Nguyên Ủy viên Bộ Chính trị Đảng Cộng sản Trung Quốc khóa IX, X, XI, Nguyên Thường vụ Quân ủy Trung ương Trung Quốc, Thượng tướng Quân Giải phóng Nhân dân Trung Quốc, Nguyên Thứ trưởng Bộ Quốc phòng Trung Quốc Nguyên Phó Tổng Tham mưu trưởng Quân Giải phóng Nhân dân Trung Quốc | Lãnh đạo cấp Phó Quốc gia. Qua đời năm 1985 tại Nam Kinh.                                  |
| 5                                                         | Bành Xung                                              | Chương Châu, Phúc Kiến                                 | 1915 - 2010                                            | 1973 - 02/1977                                         | Nguyên Bí thư Ban Bí thư Ủy ban Trung ương Đảng Cộng sản Trung Quốc Nguyên Phó Ủy viên trưởng Ủy ban Thường vụ Đại hội Đại biểu Nhân dân Toàn quốc, Nguyên Bí thư Thành ủy Thành phố Thượng Hải | Lãnh đạo cấp Phó Quốc gia. Qua đời năm 2010 tại Bắc Kinh.                                  |
| 6                                                         | Hứa Gia Truân                                          | Như Cao, Giang Tô                                      | 1916 - 2016                                            | 02/1977 - 12/1979                                      | Nguyên Bí thư Đảng ủy, Chủ nhiệm Ủy ban Công tác Hồng Kông Ma Cao, Nguyên Bí thư Tỉnh ủy tỉnh Giang Tô Nguyên Chủ nhiệm Ban Hồng Kông, Tân Hoa xã. | Trục xuất khỏi Đảng Cộng sản Trung Quốc năm 1991,Qua đời năm 2016 tại Los Angeles.         |
| Tỉnh trưởng Chính phủ Nhân dân tỉnh Giang Tô (1979 - nay) |                                                        |                                                        |                                                        |                                                        | |                                                                                            |
| 7                                                         | Huệ Dục Vũ                                             | Quán Nam, Giang Tô                                     | 1909 - 1989                                            | 01/1980 - 12/1981                                      | Nguyên Bí thư Tỉnh ủy tỉnh Giang Tô. | Hai lần làm Tỉnh trưởng Chính phủ Nhân dân tỉnh Giang Tô, qua đời năm 1989.                |
| 8                                                         | Hàn Bậu Tín                                            | Hưởng Thủy, Giang Tô                                   | 1921 - 2017                                            | 12/1981 - 05/1983                                      | Nguyên Bí thư Tỉnh ủy tỉnh Giang Tô. | Qua đời năm 2017 tại Nam Kinh.                                                             |
| 9                                                         | Cố Tú Liên                                             | Nam Thông, Giang Tô                                    | 1936 -                                                 | 05/1983 - 04/1989                                      | Nguyên Phó Ủy viên trưởng Ủy ban Thường vụ Đại hội Đại biểu Nhân dân Toàn quốc | Tỉnh trưởng nữ đầu tiên tại Trung Quốc.                                                    |
| 10                                                        | Trần Hoán Hữu                                          | Nam Thông, Giang Tô                                    | 1934 -                                                 | 04/1989 - 09/1994                                      | Nguyên Bí thư Tỉnh ủy tỉnh Giang Tô. |                                                                                            |
| 11                                                        | Trịnh Tư Lâm                                           | Nam Thông, Giang Tô                                    | 1940 -                                                 | 09/1994 - 09/1998                                      | Nguyên Bộ trưởng Bộ Nhân lực và An sinh xã hội Trung Quốc | Phó Chủ nhiệm Ủy ban Đối ngoại Đại hội đại biểu Nhân dân toàn quốc (Trung Quốc)            |
| 12                                                        | Quý Doãn Thạch                                         | Nam Thông, Giang Tô                                    | 1945 -                                                 | 09/1998 - 12/2002                                      | Nguyên Thứ trưởng Bộ Nhân lực và An sinh xã hội Trung Quốc |                                                                                            |
| 13                                                        | Lương Bảo Hoa                                          | Nghi Xuân, Giang Tây                                   | 1945 -                                                 | 12/2002 - 01/2008                                      | Nguyên Bí thư Tỉnh ủy tỉnh Giang Tô. | Phó Chủ nhiệm Ủy ban Tài chính và Kinh tế Đại hội đại biểu Nhân dân toàn quốc (Trung Quốc) |
| 14                                                        | La Chí Quân                                            | Lăng Nguyên, Liêu Ninh                                 | 1951 -                                                 | 02/2008 - 12/2010                                      | Nguyên Bí thư Tỉnh ủy tỉnh Giang Tô. | Ủy viên Ủy ban Toàn quốc Hội nghị Hiệp thương Chính trị Nhân dân Trung Quốc                |
| 15                                                        | Lý Học Dũng                                            | Thạch Gia Trang, Hà Bắc                                | 1950 -                                                 | 12/2010 - 11/2015                                      | Nguyên Tỉnh trưởng Chính phủ Nhân dân tỉnh Giang Tô. | Chủ tịch Ủy ban Giáo dục Khoa học và Văn hóa Quốc hội Nhân dân Quốc gia                    |
| 16                                                        | Thạch Thái Phong                                       | Du Xã, Sơn Tây                                         | 1956 -                                                 | 11/2015 - 04/2017                                      | Ủy viên Ủy ban Trung ương Đảng Cộng sản Trung Quốc khóa XIX, Nguyên Bí thư Khu ủy Khu tự trị dân tộc Hồi Ninh Hạ, Bí thư Khu ủy Khu tự trị Nội Mông | Tỉnh trưởng Chính phủ Nhân dân tỉnh Giang Tô                                               |
| 17                                                        | Ngô Chính Long                                         | Cao Thuần, Giang Tô                                    | 1964 -                                                 | 05/2017 - 10/2021                                      | Ủy viên Ủy ban Trung ương Đảng Cộng sản Trung Quốc khóa XIX, Bí thư Tỉnh ủy Giang Tô | Bí thư Thành ủy Nam Kinh.                                                                  |
| 18                                                        | Hứa Côn Lâm                                            | Tuyền Châu, Phúc Kiến                                  | 1965 -                                                 | 10/2021 -                                              | Phó Bí thư Tỉnh ủy Giang Tô | Bí thư Thị ủy Tô Châu                                                                      |

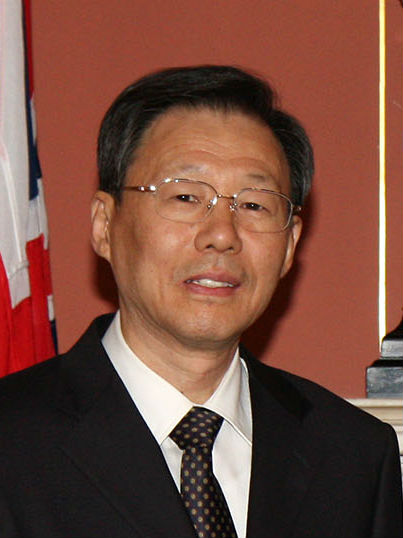
Lý Học Dũng, (1950 -), nguyên Tỉnh trưởng Chính phủ Nhân dân tỉnh Giang Tô (2010 - 2015).
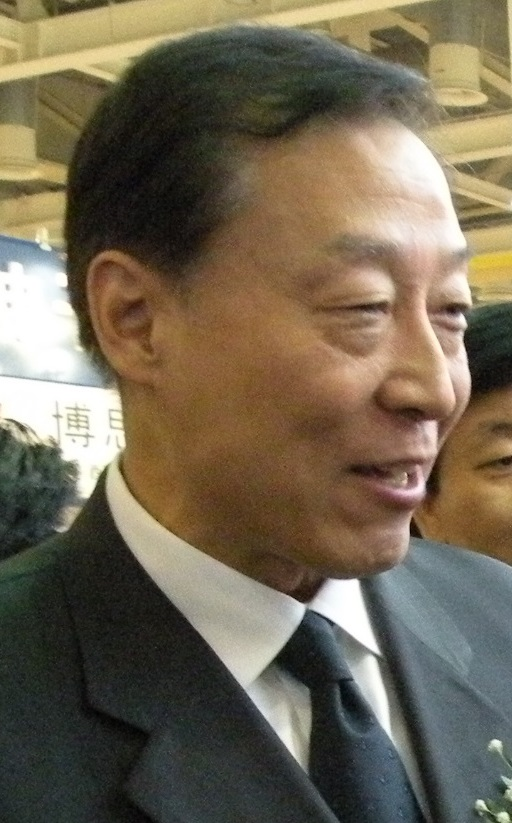
La Chí Quân (1951 -), nguyên Tỉnh trưởng Chính phủ Nhân dân tỉnh Giang Tô (2008 - 2010)
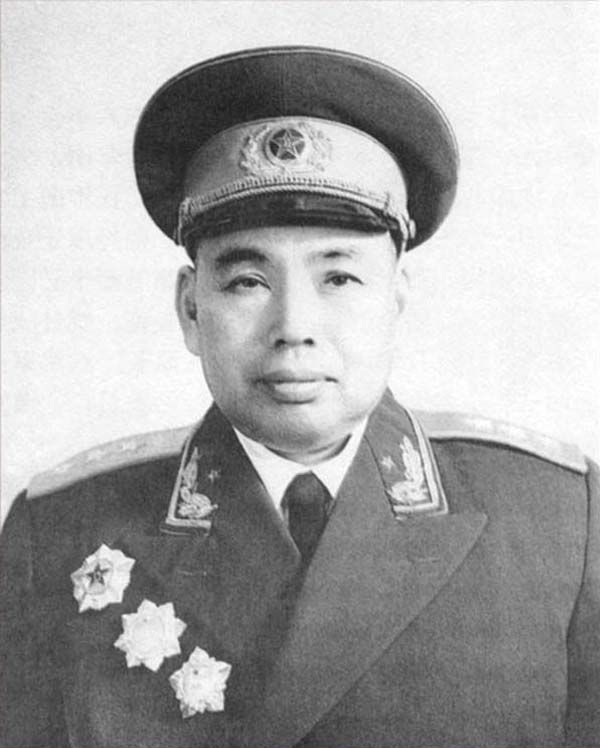
Hứa Thế Hữu (1905 - 1985), Thượng tướng Quân Giải phóng Nhân dân Trung Quốc, nguyên Tỉnh trưởng Chính phủ Nhân dân tỉnh Giang Tô (1968 - 1973).
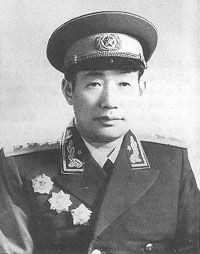
Đỗ Bình (1908 - 1999), Trung tướng Giải phóng quân Nhân dân Trung Quốc, nguyên Tỉnh trưởng Chính phủ Nhân dân tỉnh Giang Tô (1964 - 1968).
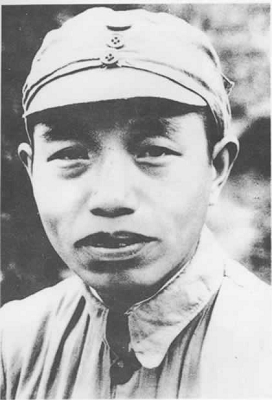
Đàm Chấn Lâm (1902 - 1983), nguyên Ủy viên Bộ Chính trị Đảng Cộng sản Trung Quốc, nguyên Tỉnh trưởng Chính phủ Nhân dân tỉnh Giang Tô đầu tiên (1949 - 1955).

## Tên gọi khác của chức vụ Tỉnh trưởng Chính phủ Nhân dân tỉnh Giang Tô

#### Chủ tịch Chính phủ Nhân dân tỉnh Giang Tô (1949 - 1955)

Giang Tô

- Đàm Chấn Lâm nguyên Chủ tịch Chính phủ Nhân dân tỉnh Giang Tô (1949 - 1955).

#### Tỉnh trưởng Ủy ban Nhân dân tỉnh Giang Tô (1955 - 1967)
- Huệ Dục Vũ, nguyên Tỉnh trưởng Ủy ban Nhân dân tỉnh Giang Tô (1955 - 1964).
- Đỗ Bình, Trung tướng Giải phóng quân Nhân dân Trung Quốc, nguyên Tỉnh trưởng Ủy ban Nhân dân tỉnh Giang Tô (1964 - 1967).

#### Chủ nhiệm Ủy ban Quân Giải phóng Nhân dân Trung Quốc Kiểm soát tỉnh Giang Tô (1967 - 1968)
- Đỗ Bình, Trung tướng Giải phóng quân Nhân dân Trung Quốc, nguyên Chủ tịch Chủ nhiệm Ủy ban Quân Giải phóng Nhân dân Trung Quốc kiểm soát tỉnh Giang Tô (1967 - 1968).

#### Chủ nhiệm Ủy ban Cách mạng tỉnh Giang Tô (1968 - 1979)
- Hứa Thế Hữu, Thượng tướng Quân Giải phóng Nhân dân Trung Quốc, nguyên Chủ nhiệm Ủy ban Cách mạng tỉnh Giang Tô (1968 - 1973).
- Bành Trùng, nguyên Chủ nhiệm Ủy ban Cách mạng tỉnh Giang Tô (1973 - 1977).
- Hứa Gia Truân, nguyên Chủ nhiệm Ủy ban Cách mạng tỉnh Giang Tô (1977 - 1979).

## Các lãnh đạo quốc gia Trung Quốc từng là Tỉnh trưởng Chính phủ Nhân dân tỉnh Hồ Nam

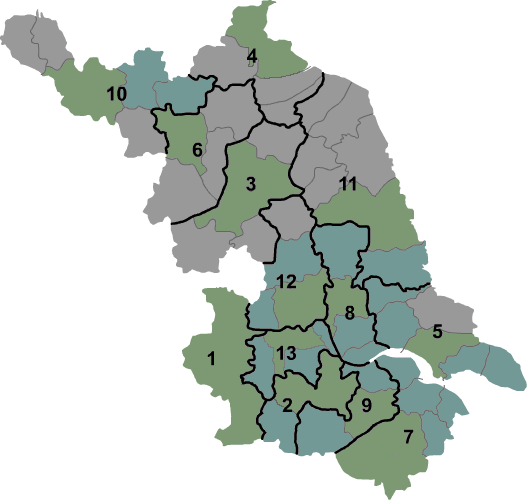
Bản đồ Giang Tô

Trong quãng thời gian từ năm 1949 đến nay, Chính phủ Nhân dân tỉnh Giang Tô không có lãnh đạo quốc gia nào từng giữ vị trí Thủ trưởng cơ quan hành chính tỉnh Giang Tô.
Có hai cán bộ cao cấp từng là Thủ trưởng Giang Tô:
- Đàm Chấn Lâm (1902 - 1983), nguyên Ủy viên Bộ Chính trị Đảng Cộng sản Trung Quốc, nguyên Phó Tổng lý Quốc vụ viện, nguyên Phó Ủy viên trưởng Ủy ban Thường vụ Đại hội Đại biểu Nhân dân Toàn quốc, nguyên Phó Chủ tịch Ủy ban Cố vấn Trung ương Đảng Cộng sản Trung Quốc.
- Bạch Trùng (1915 - 2010), nguyên Bí thư Ban Bí thư Ủy ban Trung ương Đảng Cộng sản Trung Quốc, nguyên Phó Ủy viên trưởng Ủy ban Thường vụ Đại hội Đại biểu Nhân dân Toàn quốc, nguyên Bí thư Thành ủy thành phố Thượng Hải.

Có hai vị tướng Giải phóng quân Nhân dân Trung Quốc từng là Thủ trưởng Giang Tô:
- Hứa Thế Hữu (1905 - 1985), nguyên Phó Chủ tịch Ủy ban Cố vấn Trung ương Đảng Cộng sản Trung Quốc, Thượng tướng Quân Giải phóng Nhân dân Trung Quốc, nguyên Thứ trưởng Bộ Quốc phòng Trung Quốc, nguyên Phó Tổng Tham mưu trưởng Quân Giải phóng Nhân dân Trung Quốc.
- Đỗ Bình (1908 - 1999), Trung tướng Giải phóng quân Nhân dân Trung Quốc.